# Kimbäckslåtten
Kimbäckslåtten är ett naturreservat i Älvdalens kommun i Dalarnas län.
Området är naturskyddat sedan 2013 och är 48 hektar stort. Reservatet består av gammal tallskog och granskog längs bäcken i öster.